# Blepisanis porosa
Blepisanis porosa là một loài bọ cánh cứng trong họ Cerambycidae.